# Kovalius logunovi
Kovalius logunovi (лат.) — вид пещерных паукообразных из семейства Sclerosomatidae отряда сенокосцев. Эндемик Краснодарского края (округ Большой Сочи, с.-в. Кавказ, Россия, район хребта Алек, ущелье реки Ац, 300 м над у.м., пещера Соколова (Ацинская), 43°41′19″ с. ш. 39°51′32″ в. д.).

## Описание
Мелкие слепые сенокосцы коричневого цвета. Длина тела 3—4 мм, педипальпы — около 5 мм, ноги — 2—3 см (до 41 мм у задних ног). Тело темнее со спинной стороны, карапакс с коричневатыми узорами и пятнами, латерально с тёмно-коричневыми и беловатыми пятнами. Брюшко тёмно-охристое в центре и с крупными тёмно-коричневыми узорами и мелкими круглыми и овальными светло-охристыми пятнами по бокам, спереди со светло-охристой полосой, последние тергиты полностью тёмно-коричневые. Окулариум темно-коричневый. Вентер светло-охристый до охристого на тазиках и охристо-коричневый на брюшке. Хелицеры светло-охристые с охристыми пятнами. Педипальпы вентрально светло-охристые; бёдра, надколенники, голени дорсально коричневые с небольшими округлыми охристыми пятнами, лапки полностью охристые. Ноги охристые, с небольшими коричневыми и светло-охристыми пятнами на трохантерах. Пенис светло-охристый, стилус и вентральная граница головки коричневые. От близких групп можно отличить по следующим признакам: педипальпы с внутренним апофизом на надколенниках и голенях, бёдра I заметно утолщены и более сильно вооружены, чем другие ноги, структура пениса уникальна и сильно отличается от Nelima. Два вида Leiobuninae из этого рода представлены в пещерах северо-западного Кавказа: N. doriae (Canestrini, 1871) и N. pontica Charitonov, 1941.

## Биология
Экология неизвестна. По месту своего обнаружения Kovalius logunovi является троглофильным видом. Образцы были собраны в пещере Соколова в 15—25 м от входа, на стене пещерной галереи в субгоризонтальной части пещеры, чуть выше пещерного озера, расположенного у входа в пещеру, и на стене этой галереи над лужей, расположенной за озером. Свет в пещеру не проникает, здесь всегда царит полумрак и прохладный пещерный микроклимат. При сборе образцов была зарегистрирована температура воздуха 10,2° С и почти 100 % абсолютная влажность воздуха.
Фауна пещеры Соколова уникальна и является типовым местонахождением двух троглобионтных видов наземных жуков-жужелиц (Carabidae) — Caucasaphaenops molchanovi Belousov, 1999 и Caucasorites kovali Belousov, 1999.

## Систематика и этимология
Вид был впервые описан в 2023 году Алексеем Николаевичем Чемерисом (Биологический институт Томского университета, Томск) и выделен в отдельный род Kovalius Tchemeris, 2023, который также близок к виду Nelima Roewer, 1910. Все вместе они образуют общий комплекс в подсемействе Leiobuninae. Род Kovalius назван в честь энтомолога и биоспелеолога Александра Г. Коваля (Всероссийский институт защиты растений, Санкт-Петербург), видовое название K. logunovi дано в честь британского и российского арахнолога Дмитрия Викторовича Логунова (Манчестер).